# Zamek Ballyloughan

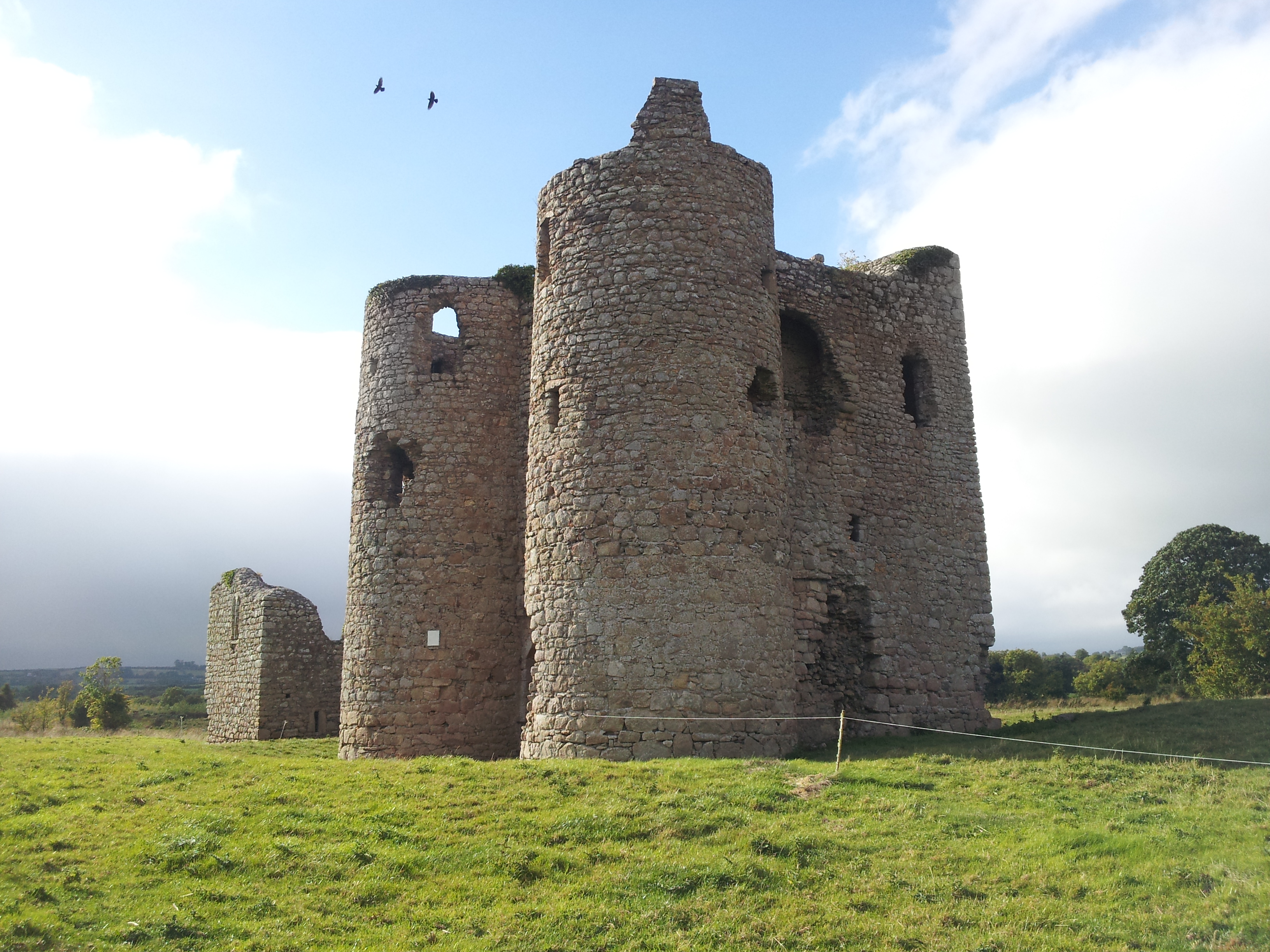
Zamek Ballyloughan

Zamek Ballyloughan (irl. Caisleán Bhaile an Locháin) – ruiny irlandzkiego zamku położonego w hrabstwie Carlow, niedaleko Muine Bheag. 
Został zbudowany prawdopodobnie w XIII wieku. Znajduje się na liście Narodowego Dziedzictwa Irlandii. 